# Ingrid Visser (scientifique)
Pour l’article homonyme, voir Ingrid Visser.
Ingrid Natasha Visser, née le 20 février 1966 à Lower Hutt, est une biologiste marine néo-zélandaise spécialiste des cétacés et plus particulièrement des orques.
Elle donne régulièrement des conférences sur les orques à bord de navires de croisière, en particulier dans l'Antarctique. Elle est également intervenante dans plusieurs documentaires sur les orques. Elle participe à la collecte de fonds et à la sensibilisation du public sur les cétacés.
Visser a également mis en place un catalogue d'identification des orques en Antarctique.